# الدوري الأوروبي 2025–26
الدوري الأوروبي 2025–26 (بالإنجليزية: 2025–26 UEFA Europa League)‏ هو الموسم الخامس والخمسين من بطولة كرة القدم الأوروبية الثانوية التي ينظمها الاتحاد الأوروبي لكرة القدم، والموسم السابع عشر منذ إعادة تسميتها من كأس الاتحاد الأوروبي إلى الدوري الأوروبي.
ستقام المباراة النهائية في 21 مايو 2025 في ملعب بشيكتاش في إسطنبول، تركيا. 
توتنهام هوتسبير هو حامل اللقب، لكنه لن يكون قادرًا على الدفاع عن لقبه، حيث لا يسمح النظام الجديد للأندية بالهبوط إلى المسابقات الأدنى.